# Skjoldholder
Skjoldholdere er i heraldikken figurer, der holder våbenskjoldet. Der er ofte to (ens eller forskellige), men undertiden kun én og en sjælden gang mere end to. De fleste skjoldholdere udgøres af dyr eller fabelvæsner, men mennesker og menneskelignende skabninger optræder også ganske ofte. Skjoldholdere begyndte at vise sig i heraldikken fra omkring midten af 1400-tallet.